# Zápas řecko-římský na Letních olympijských hrách 2000 – seznam účastníků
Seznam účastníků LOH v Sydney v zápasu řecko-římském vykrystalizoval z olympijské kvalifikace konané v období od září 1999 do konce března 2000 formou kvalifikačních turnajů.

## Pořadatelská země
Austrálie se musela jako pořadatelská země účastnit olympijské kvalifikace, nízká úroveň olympijského zápasu v Oceánii však Austrálii zaručovala vysoký počet kvót.

## Seznam kvalifikačních turnajů
| fáze   | datum                  | název kvalifikačního turnaje      | místo            | počet kvót |
| ------ | ---------------------- | --------------------------------- | ---------------- | ---------- |
| 1.     | 23. až 26. září 1999   | Mistrovství světa                 | Athény           | 64         |
| 2.     | 22. až 23. ledna 2000  | 1. Světová olympijská kvalifikace | Faenza           | 56         |
| 2.     | 5. až 6. února 2000    | 2. Světová olympijská kvalifikace | Clermont-Ferrand | 56         |
| 2.     | 19. až 20. února 2000  | 3. Světová olympijská kvalifikace | Taškent          | 56         |
| 2.     | 4. až 5. března 2000   | 4. Světová olympijská kvalifikace | Colorado Springs | 56         |
| 2.     | 18. až 19. března 2000 | 5. Světová olympijská kvalifikace | Alexandrie       | 56         |
| 3.     | 14. až 16. dubna 2000  | Mistrovství Evropy                | Moskva           | 8          |
| 3.     | 5. až 7. května 2000   | Mistrovství Asie                  | Soul             | 8          |
| 3.     | 22. až 27. května 2000 | Panamerické mistrovství           | Cali             | 8          |
| 3.     | 26. až 29. května 2000 | Mistrovství Afriky                | Tunis            | 8 - 1      |
| 3.     | 13. až 14. května 2000 | Mistrovství Oceánie               | Melbourne        | 8          |
| celkem | celkem                 | celkem                            | celkem           | 160 - 1    |

## Systém olympijské kvalifikace
Olympijská kvalifikace byla rozdělena do 3 fází:
- 1. fáze – Na zářijovém mistrovství světa v Athénách klasici mimo titul mistra světa bojovali o zisk olympijské kvóty pro svou zemi. Ve hře bylo 64 kvót v 8 váhových kategoriích. V každé váhové kategorii získalo olympijskou kvótu podle pořadí prvních osm zemí.

- 2. fáze – Světová olympijská kvalifikace byla rozdělena do pěti turnajů. Ve hře bylo 56 kvót v 8 váhových kategoriích. Každá země (Národní olympijský výbor) se mohla účastnit všech pěti turnajů, ale pouze tři nejlepší výsledky se započítaly do konečného pořadí národů. Národní olympijský výbor mohl na každém z pěti turnajů zastupovat jiný klasik. Systém bodování byl dán počtem účastníků. Pokud se olympijské kvalifikace ve váhové kategorii účastnilo 30 klasiků, vítěz obdržel 30 bodů, druhý v pořadí 29 bodů atd. Pokud se olympijské kvalifikace ve váhové kategorii účastnilo pouze 5 klasiků, vítěz obdržel pouze 5 bodů do tabulky národů. V každé váhové kategorie získalo olympijskou kvótu podle pořadí prvních sedm zemí.

- 3. fáze – Kontinentální kvalifikace byla rozdělena do pěti kontinentů a zaručovala alespoň symbolickou účast kontinentům, kde není olympijský zápas rozšířeným sportem (Afrika, Oceánie). Z každého kontinentu získalo olympijskou kvótu 8 zemí v 8 váhových kategoriích. Zvláště pro Evropu se jednalo o poslední šanci pro země pod čarou z 2. fáze.

## Kontinentální kvóty

### Evropa
| země   | −54 kg                                             | −58 kg                                                 | −63 kg                                                 | −69 kg                                | −76 kg                               | −85 kg                                             | −97 kg                               | −130 kg              | celkem              |
| ------ | -------------------------------------------------- | ------------------------------------------------------ | ------------------------------------------------------ | ------------------------------------- | ------------------------------------ | -------------------------------------------------- | ------------------------------------ | -------------------- | ------------------- |
| RUS    | Boris AmbarcumovMS Alexej ŠevcovN                  | Valerij NikonorovS, K Oleg NěmčenkoS Alexandr PičuginS | Varteres SamurgaševS Nikolaj MonovS Vladimir BolšakovS | Alexandr TreťjakovMS Alexej GluškovN  | Murat KardanovMS                     | Alexandr MenšikovS Sergej CvirS Alexandr MoldaševS | Giorgi KoguašviliMS                  | Alexandr KarelinMS   | 8                   |
| UKR    | Andrij KalašnykovS Oleh KomendantS Serhij SobokarS | Aleksandr StepanjanS Roman VašukS                      | Hryhorij KamyšenkoMS                                   | Rustam AdžyMS                         | Davit ManukjanS, K                   | Ihor BuhajS Oleksandr DarahanS Vjačeslav OlijnykN  | Davit SaldadzeS, K Anatolij KozuljaS | Giorgi SaldadzeMS    | 8                   |
| BLR    | —                                                  | Igor PetrenkoMS                                        | Eduard AplevičMS Vitalij ŽukN                          | Vladimir KoptytovMS                   | Vjačeslav MakarenkoS Alexandr ŠiškoS | Valerij CileňťMS                                   | Sergej LištvanS Anatolij FedorenkoS  | Dmitrij DěbelkaS     | 7                   |
| GEO    | Aleksandre CercvadzeMS                             | Ijakob GulijašviliS                                    | Akaki ČačuaS Šmagi GokadzeS Levan OdyšarijaS           | —                                     | Tariel MelelašviliMS                 | Muchran VachtangadzeS, K                           | Gennadi ČchajidzeMS                  | Mirian GiorgadzeS    | 7                   |
| POL    | Dariusz JabłońskiS Piotr JabłońskiS                | —                                                      | Włodzimierz ZawadzkiS                                  | Ryszard WolnyS                        | Artur MichalkiewiczS                 | —                                                  | Andrzej WrońskiMS                    | Marek SitnikS        | 6                   |
| TUR    | Ercan YıldızS Özgür UygunS                         | —                                                      | Şeref EroğluMS                                         | —                                     | Nazmi AvlucaMS                       | Hamza YerlikayaS                                   | Hakkı BaşarMS                        | Fatih BakirS         | 6                   |
| ARM    | —                                                  | Karen MnacakanjanS Artur SargsjanS Va'an Džu'arjanS    | Vaginak GalstjanK                                      | —                                     | Levon GegamjanMS                     | —                                                  | Choren PapojanS Rafael SamurgaševN   | Ajkaz GalstjanMS     | 5                   |
| HUN    | —                                                  | István MajorosMS                                       | —                                                      | Csaba HirbikMS                        | Tamás BerziczaMS                     | Sándor BárdosiS Lajos VirágS                       | —                                    | Mihály Deák-BárdosMS | 5                   |
| SWE    | —                                                  | —                                                      | —                                                      | Mattias SchobergS Mohammad BabulfathS | Ara Abra'amjanMS                     | Martin LidbergMS                                   | Mikael LjungbergMS                   | Eddy BengtssonS      | 5                   |
| FIN    | Tero KatajistoS                                    | —                                                      | —                                                      | Juha LappalainenS Ari HärkänenS       | Marko Yli-HannukselaS                | Marko AsellMS                                      | —                                    | —                    | 4                   |
| GER    | Alfred Ter-MkrtčjanMS                              | Rıfat YıldızS                                          | —                                                      | Adam JuretzkoS                        | —                                    | Thomas ZanderMS                                    | —                                    | —                    | 4                   |
| ROU    | Marian SanduK Florin GavrilăS                      | Constantin BorăscuMS                                   | —                                                      | Ender MemetS                          | —                                    | —                                                  | Petru SudureacS                      | —                    | 4                   |
| AZE    | Natig EjvazovS                                     | —                                                      | —                                                      | Islam DugučijevS Vugar AslanovS       | Chviča BičinašviliS                  | —                                                  | —                                    | —                    | 3                   |
| BUL    | —                                                  | Armen NazarjanMS                                       | —                                                      | —                                     | —                                    | —                                                  | Ali MollovS Borislav ŽeljazkovS      | Sergej MurejkoMS     | 3                   |
| CZE    | Petr ŠvehlaMS                                      | —                                                      | —                                                      | —                                     | —                                    | —                                                  | Marek ŠvecMS                         | David VálaS, K       | 3                   |
| EST    | —                                                  | —                                                      | —                                                      | Valerij NikitinS, K                   | —                                    | Toomas ProovelMS                                   | —                                    | Helger HallikS       | 3                   |
| FRA    | —                                                  | Djamel AinaouiS                                        | —                                                      | Ghani YalouzMS                        | Yvon RiemerMS                        | —                                                  | —                                    | —                    | 3                   |
| ISR    | —                                                  | —                                                      | Michail BejlinMS                                       | —                                     | —                                    | Goča CicijašviliS                                  | —                                    | Jurij JevsejčykS     | 3                   |
| GRE    | —                                                  | —                                                      | —                                                      | —                                     | Dimitris AvramisMS                   | —                                                  | Kostas ThanosS                       | —                    | 2                   |
| ITA    | —                                                  | —                                                      | Riccardo MagniMS                                       | —                                     | —                                    | —                                                  | —                                    | Giuseppe GiuntaMS    | 2                   |
| SUI    | —                                                  | —                                                      | Beat MotzerS                                           | —                                     | —                                    | —                                                  | Urs BürglerMS                        | —                    | 2                   |
| LTU    | —                                                  | —                                                      | —                                                      | —                                     | —                                    | —                                                  | Mindaugas EžerskisS                  | —                    | 1                   |
| NOR    | —                                                  | —                                                      | —                                                      | —                                     | —                                    | Fritz AanesS                                       | —                                    | —                    | 1                   |
| celkem | 10 kvót                                            | 10 kvót                                                | 10 kvót                                                | 12 kvót                               | 13 kvót                              | 12 kvót                                            | 14 kvót                              | 14 kvót              | 95 kvót pro 23 zemí |

### Asie
| země   | −54 kg                           | −58 kg                           | −63 kg                          | −69 kg            | −76 kg                  | −85 kg               | −97 kg             | −130 kg       | celkem              |
| ------ | -------------------------------- | -------------------------------- | ------------------------------- | ----------------- | ----------------------- | -------------------- | ------------------ | ------------- | ------------------- |
| KOR    | Ha Te-jonMS Sim Kwon-hoN         | Kim In-sopMS                     | Pak Jong-sinMS Čchö Sang-sonN   | Son Sang-pilMS    | Kim Čin-suS             | —                    | Pak US, K          | —             | 6                   |
| KAZ    | Rakymdžan AsembekovMS            | Jurij MelnyčenkoMS               | Mchitar ManukjanMS              | —                 | Bachtijar BajsejtovS, K | —                    | Sergej MatvijenkoS | —             | 5                   |
| UZB    | —                                | Dilshod AripovMS                 | Bahodir QurbonovMS              | Ruslan BikťakovK  | Jevgenij JerofajlovS    | Jurij VittK          | —                  | —             | 5                   |
| CHN    | Wang ChuejS                      | Šeng Ce-tchienMS                 | I Šan-ťünS Chu Kuo-chungS       | —                 | —                       | —                    | —                  | Čao Chaj-linK | 4                   |
| JPN    | —                                | Makoto SasamotoS Kenkiči NišimiS | Jasutoši MotokiS Micuoki HiraiS | Kacuhiko NagataS  | Takamicu KatajamaS      | —                    | —                  | —             | 4                   |
| IRI    | Hasan RangrazS, K Hosej SarbázíS | Alí AškáníS Behnám TajibíS       | —                               | Parvíz ZeídvandMS | —                       | —                    | —                  | —             | 3                   |
| KGZ    | Uran KalilovS                    | —                                | —                               | —                 | —                       | Raatbek SanatbajevMS | —                  | —             | 2                   |
| IND    | —                                | —                                | Gurbinder SinghK                | —                 | —                       | —                    | —                  | —             | 1                   |
| PRK    | Kang Jong-kjunMS                 | —                                | —                               | —                 | —                       | —                    | —                  | —             | 1                   |
| TKM    | —                                | Nepes GukulowK                   | —                               | —                 | —                       | —                    | —                  | —             | 1                   |
| celkem | 6 kvót                           | 7 kvót                           | 6 kvót                          | 4 kvóty           | 4 kvóty                 | 2 kvóty              | 2 kvóty            | 1 kvóta       | 32 kvót pro 10 zemí |

### Amerika
| země   | −54 kg                                          | −58 kg                         | −63 kg                                                     | −69 kg                                               | −76 kg                                         | −85 kg                | −97 kg                        | −130 kg                        | celkem             |
| ------ | ----------------------------------------------- | ------------------------------ | ---------------------------------------------------------- | ---------------------------------------------------- | ---------------------------------------------- | --------------------- | ----------------------------- | ------------------------------ | ------------------ |
| USA    | Steven MaysS Brandon PaulsonS, K Shawn SheldonS | Jim GruenwaldS Dennis HallS, K | Kevin BrackenS Jim GruenwaldS Glenn NieradkaS Shwan LewisS | Heath SimsK David ZunigaS Marcel CooperS Chris SabaS | Matt LindlandS, K Keith SierackiS Kevin VogelS | Quincey ClarkMS       | Jason KlohsMS Garrett LowneyN | Dremiel ByersMS Rulon GardnerN | 8                  |
| CUB    | Lázaro RivasMS                                  | —                              | Juan MarénK                                                | Liubal ColásMS Filiberto AzcuyN                      | —                                              | Luis Enrique MéndezMS | Ernesto PeñaK Reynaldo PeñaN  | Héctor MiliánMS                | 6                  |
| VEN    | —                                               | —                              | —                                                          | —                                                    | —                                              | Eddy BartolozziK      | —                             | Rafael BarrenoK                | 2                  |
| celkem | 2 kvóty                                         | 1 kvóta                        | 2 kvóty                                                    | 2 kvóty                                              | 1 kvóta                                        | 3 kvóty               | 2 kvóty                       | 3 kvóty                        | 16 kvót pro 3 země |

### Afrika
| země   | −54 kg             | −58 kg                | −63 kg           | −69 kg              | −76 kg             | −85 kg              | −97 kg           | −130 kg       | celkem            |
| ------ | ------------------ | --------------------- | ---------------- | ------------------- | ------------------ | ------------------- | ---------------- | ------------- | ----------------- |
| TUN    | —                  | Mohamed BarguaouiS, K | —                | —                   | —                  | Amor Bach HambaK    | Hassan FkiriK, d | Omrane AyariK | 4                 |
| EGY    | Mohamed AbouelelaK | —                     | —                | —                   | Ahmed ElashryK, DQ | Mohamed AbdelfatahS | Karam GaberK     | —             | 2                 |
| ALG    | —                  | —                     | Yassine DjakrirK | —                   | Kader SiliaK, d    | —                   | —                | —             | 2                 |
| MAR    | —                  | —                     | —                | Anvar KandafilK, DQ | —                  | —                   | —                | —             | 0                 |
| celkem | 1 kvóta            | 1 kvóta               | 1 kvóta          | 0 kvót              | 1 kvóta            | 2 kvóty             | 1 kvóta          | 1 kvóta       | 8 kvót pro 3 země |

### Oceánie
| země   | −54 kg         | −58 kg      | −63 kg        | −69 kg    | −76 kg           | −85 kg       | −97 kg       | −130 kg        | celkem            |
| ------ | -------------- | ----------- | ------------- | --------- | ---------------- | ------------ | ------------ | -------------- | ----------------- |
| AUS    | —              | Brett CashK | —             | Ali AbdoK | —                | Arek OlczakK | Ben VincentK | László KovácsK | 5                 |
| NZL    | Jotham PellewK | —           | Rasoul AmaniK | —         | —                | —            | —            | —              | 2                 |
| SAM    | —              | —           | —             | —         | Faafetai IutanaK | —            | —            | —              | 1                 |
| celkem | 1 kvóta        | 1 kvóta     | 1 kvóta       | 1 kvóta   | 1 kvóta          | 1 kvóta      | 1 kvóta      | 1 kvóta        | 8 kvót pro 3 země |

pozn:
- Škrtnutí klasici nebyli na olympijské hry nominováni nebo nestartovali kvůli zranění, prokázanému dopingu, případně z jiného důvodu.
- Klasici s indexem MS vybojoval kvótu pro svoji zemi na mistrovství světa.
- Klasici s indexem S vybojoval kvótu pro svoji zemi na světové olympijské kvalifikaci
- Klasici s indexem K vybojoval kvótu pro svoji zemi na kontinentální olympijské kvalifikaci
- Klasici s indexem N byl nominován na olympijské hry na úkor krajana/ů, kteří kvótu vybojovali.

## Česká stopa v olympijské kvalifikaci
Petr Švehla (−54 kg) a Marek Švec (−97 kg) si zajistili účast na olympijských hrách hned po první fází olympijské kvalifikace umístěním do 8. místa na mistrovství světa v Athénách. Později se k nim připojil David Vála, který získal olympijskou kvótu při třetí fázi olympijské kvalifikace na mistrovství Evropy v Moskvě. Bez výraznějšího výsledku dále do olympijské kvalifikace zasáhli Robert Mazouch (−63 kg), Petr Bielesz (−69 kg), Ondřej Jaroš (−69 kg), Jiří Matýsek (−85 kg), Filip Soukup (−85 kg).